# René Varennes
 (mai 2014).
Si vous disposez d'ouvrages ou d'articles de référence ou si vous connaissez des sites web de qualité traitant du thème abordé ici, merci de compléter l'article en donnant les références utiles à sa vérifiabilité et en les liant à la section « Notes et références ».
René Varennes, né le 22 janvier 1922 à Montluçon et mort le 13 août 2013 à Désertines, est un écrivain et poète français.

## Biographie
René Varennes passe son bac au lycée de Montluçon en 1940. Il rencontre Jacqueline Bontemps en classe de philosophie et l'épouse en octobre 1942. Ils partent ensuite tous deux en Afrique du Nord. Ils reviennent en France en 1945.
L'auteur entre en 1948 dans les services de l'Assemblée nationale, où il fera carrière. Il crée le prix Édouard-Herriot.
À la retraite, il revient en Bourbonnais, près de son Montluçon natal. Il achète une maison à Néris-les-Bains et s'y installe en novembre 1982. C'est dans cette maison qu'il rédigera de nombreux recueils de poèmes. Il fonde l’association La Forêt des 1 000 poètes en 1994 à Vesdun où il diffusera la revue du même nom ; elle a reçu le prix de la presse poétique européenne.
Il est membre de la maison de la poésie du Brésil.
Il a été couronné en 2000 et 2002 du titre Homme de l'année décerné par l'Union internationale des artistes et écrivains.

## L’œuvre culturelle
Le 11 mars 1987, au no 3027 du Journal officiel, paraît l’acte de naissance de l’Union des poètes bourbonnais (UPB). Par cette association, René Varennes réalisera avec des concours bénévoles sa première anthologie. En 1990, l’UPB devient l’Union régionale culturelle du Bourbonnais Auvergne. Celle-ci donnera par la suite l’Union culturelle Berry Bourbonnais Auvergne (UCBBA), qui sera le support associatif de la Forêt des Mille Poètes.
Lorsque Antonin Malroux propose de créer un bois, une forêt… dont chaque arbre porterait le nom d’un écrivain, d’un artiste, René Varennes réussit à lui donner corps. Au début de mars 1994, le premier chêne est planté sur le site de Vesdun, et, fin mars 1994, 1 200 chênes « sessile » ont été installés. Cette seconde étape est marquée par la réalisation d’une deuxième anthologie.
La Forêt des Mille Poètes, qui comportera 1 356 chênes plantés, et qui accueillera des ressortissants d’au moins 83 nations étrangères, dont plusieurs prix Nobel, a pour devise « Liberté, Paix, Solidarité », et se donne pour mission la défense de la culture.
La Forêt accueille en 2002 les États généraux de la Culture et de la poésie. Puis en 2003-2004, ce sera le jumelage avec la forêt de Brocéliande et les alignements de Carnac, qui verra la rencontre de René Varennes et de Jean Grassin.
La Forêt a été honorée par une sculpture en marbre de Carrare de 8 m de haut, don de l’artiste Nardo Dunchi (it). Elle comporte aussi la sculpture de l’artiste chinois Wang Keping dans un chêne de la forêt de Tronçais.

## L’œuvre anthologique
- 175 Poètes bourbonnais, 1988, Moulins, imprimerie Potier. Réalisé en collaboration avec Germaine Gozard, publié sous l’auspice des Poètes bourbonnais, tiré à 3000 exemplaires. Outre les 175 poètes d’hier à aujourd’hui, on y trouve des documents sur Jacques Gaulme, Albert Londres, Alain-Fournier, Jean Berthet.
- La Forêt des Mille Poètes, 1994, Éditions Orionis, Cournon d’Auvergne. Elle célèbre la naissance de la Forêt des Mille Poètes à Vesdun. On y rencontre des poètes comme Monique Difrane, qui y donne Ode aux cyprès d’Italie, Jean Berthet, Maurice Fombeure, Amélie Murat, Jean Cocteau. Ils sont associés à des « Morceaux choisis de nos anciens » sur l’arbre, de Ronsard à Georges Brassens.
- Anthologie des Mille Poètes. Elle présente une brève biographie des créateurs avec leur photographie, ainsi qu’un extrait de leur œuvre (de nature poétique ou esthétique).
- Tome 1, 2005, Éditions de la Forêt des Mille Poètes, Néris les bains, réalisée avec la collaboration de Martine Andrivon. Elle regroupe 135 créateurs sur 270 pages. On y découvre un sonnet d’Éliane Malbert-Paya :

Alchimiste, caché par l’ombre théâtrale

Ou secret forgeron des creusets du destin

[extrait de Le grand mystère]
Thérèse de Vos y est présentée par Robert Blum, avec de nombreux extraits de son ouvrage Mezza Voce, « un recueil de 40 poèmes en français traduits vers l’italien par Livio Missir di Lusignano » (l’ouvrage de Thérèse de Vos offre en plus un 41e poème sur la quatrième de couverture : Tu es la fontaine ombragée).
Michel Martin, qui n’avait pas encore associé à son nom « de Villemer », du nom de son village natal, animateur de la revue Le Cerf-volant :
C’est le duvet de l’hiver

qui fait naître les perce-neige

[extrait de Couvées]
René Varennes, présenté par Anne-Claire et Martine Andrivon, est suivi par Serge Vinçon, vice-Président du Sénat.
- Tome 2, 2009, Éditions de la Forêt des Mille Poètes, Néris les bains, présente 105 créateurs sur 358 pages. On y retrouve des anciens, comme Michel Martin de Villemer :

C’est en pressant un bouton d’or

que se déclenche l’explosion du printemps,

[extrait de Rires jaunes]

## Œuvre poétique
- Marbres et fontaines, 1973, Éditions Saint-Germain-des-près, illustré par Marc Charon et présenté par Léo Martinez, 76 poèmes.
- Et le sable et le vent, 1986, Imprimerie du Pays de Tronçais.
- Opus 222, 2002, Éditions associatives Clapàs, Aguessac.
- Au-delà des mots, 2010, L’Harmattan.

## la Forêt des Mille Poètes (revue)
Après la création de la Forêt des Mille Poètes, la vie de l'association se développe, avec plusieurs festivals dans la forêt.  Pour coordonner les activités, René Varennes crée La Lettre de la Forêt des Mille Poètes (no 1 à 8 de 1996 à 1998), puis à la suite la revue de La Forêt des Mille Poètes (no 9 à 65, de 1999 à 2013). À la suite du décès de René Varennes, un numéro d'hommage (no 66) paraît en juin 2015.
Cette revue (deuxième série) se présente sous la forme d'un fascicule format A4, d'environ 32 pages en moyenne. Elle est ornée de représentations picturales contemporaines, et comporte des articles sur la culture et la poésie, outre des poèmes. Chaque numéro s'ouvre sur l'éditorial de René Varennes, qui y défend le plus souvent la dignité de tout être humain et la culture universelle. La revue présente aussi une rubrique Actualité des revues, avec 20 à 30 revues poétiques ou culturelles, sur 2 ou 3 pages.